# Jordan Rhodes
Jordan Luke Rhodes (Oldham, Anglia, 1990. február 5. –) skót labdarúgó, aki jelenleg a Norwich City csatára.

## Pályafutása

### Ipswich Town
Rhodes 2005 márciusában került az Ipswich Town ifiakadémiájára, miután édesapja, Andy Rhodes kapusedzőként kezdett dolgozni a klubnál. Első teljes szezonjában több, mint 40 gólt szerzett az U18-as csapatban és a tartalékok között. Teljesítménye miatt az U17-es angol válogatottba is meghívták, de egy sérülés miatt végül nem játszhatott a csapatban. 2007. október 10-én egy hónapra kölcsönvette az ötödosztályú Oxford United. Négy bajnoki mérkőzésen játszott, mielőtt az Ipswich november 6-án visszahívta volna, hogy segíthesse az ificsapatot az FA Youth Cupban. Az első csapatban december 22-én, a Burnley ellen debütált. Első gólját 2008. április 9-én, egy Cardiff City elleni találkozón szerezte, miután a második félidőben csereként beállt.
2008. szeptember 12-én egy hónapra kölcsönben a negyedosztályban szereplő Rochdale-hez szerződött, ahol öt meccsen kétszer volt eredményes. 2009. január 23-án kölcsönvette a Brentford, szintén egy hónapra. Egy nappal később, a Macclesfield Town ellen mutatkozott be. Később kölcsönszerződését a szezon végéig meghosszabbították. Első gólját az Aldershot Town ellen szerezte. Január 31-én, a Shrewsbury Town ellen megszerezte profi pályafutása első mesterhármasát. Ezzel a Brentford addigi történetének legfiatalabb játékosa lett, aki mesterhármast ért el. Lábujjtörés miatt idő előtt vissza kellett térnie az Ipswich-hez.

### Huddersfield Town
2009. július 31-én a Huddersfield Town 350 ezer fontért leigazolta, négy évre szóló szerződést kötve vele. Augusztus 8-án, a Southend United ellen mutatkozott be, gólt szerezve a találkozón. Három nappal később, a Stockport County elleni Ligakupa-mérkőzésen mesterhármast szerzett. Augusztus 15-én, a Southampton ellen duplázni tudott, majd a Ligakupa következő fordulójában, a Newcastle United ellen is eredményes volt.
Október 10-én, az Exeter City ellen nyolc perc alatt mesterhármast szerzett - kizárólag fejes gólokból -, amivel megdöntötte Dixie Dean 1930-as évekbeli rekordját. Első szezonjában minden sorozatot egybevéve 23 gólt szerzett, amivel házi gólkirály lett. A 2011/12-es szezont is jó formában kezdte, első 13 meccsén 13 gólt szerezve. 2011. október 15-én mesterhármast szerzett az Exeter City ellen, majd egy héttel később, a Preston North End ellen is, amivel az 1920-as évek óta az első Huddersfield játékos lett, aki két egymást követő mérkőzésen is háromszor volt eredményes. December 17-én csapata mind a négy gólját ő lőtte a Sheffield Wednesday elleni 4-4-es találkozón.
2012. január 6-án, a Wycombe Wanderers elleni 6-0-s siker során ötször talált be, ezzel beállítva Dave Magnall és Alf Lythgoe 1930-as évekbeli klubrekordját. Március 11-én megválasztották az év legjobb játékosának a harmadosztályban. Április 3-án, a Leyton Orient ellen újabb mesterhármast szerzett, megszerezve szezonbeli 36. bajnoki találatát, ezzel megdöntve Sammy Taylor és George Brown korábbi 35-35 gólos klubrekordját.

### Blackburn Rovers
A Blackburn Rovers 2012. augusztus 30-án klubrekordnak számító 8 millió fontért leigazolta Rhodest. Szeptember 1-jén, egy Leeds United elleni 3-3-as döntetlen során debütált. November 17-én megszerezte első mesterhármasát a csapatban, a Peterborough United 4-1-es legyőzése alkalmával. 2013. április 27-én megválasztották az év legjobbjának a Roversnél. Ugyanazon a napon megszerezte 26. gólját, a Crystal Palace ellen.
Jól kezdte a 2013/14-es idényt, a Barnsley és a Bolton Wanderers ellen is duplázni tudott. 2014. március 15-én mesterhármast lőtt korábbi csapata, a Huddersfield Town ellen. Július 10-én 2019-ig meghosszabbította szerződését a csapattal. 2015. július 24-én nemtetszését fejezte ki, miután a Blackburn elutasította a Middlesbrough 10 millió fontos ajánlatát érte.

### Middlesbrough
2016. február 1-jén, többszöri egyeztetés után a Middlesbrough ismeretlen összeg ellenében leigazolta Rhodest, aki négy és fél évre írt alá a klubbal. Első gólját nyolc nappal később, a Milton Keynes Dons ellen szerezte.

### Sheffield Wednesday
2017. február 1-én kölcsönszerződés keretében igazolt a szezon hátralévő részére a Baglyok csapatához.

### A válogatottban
Rhodes több, mint öt évig járt iskolába Skóciában, mialatt szintén labdarúgó édesapja, Andy Rhodes skót csapatokban játszott, így lehetősége nyílt szerepelni a skót válogatottban. 2010 novemberében behívót kapott a skót U21-es válogatottba, de végül kikerült a keretből, a Huddersfield Town megismételt FA Kupa-meccse miatt, melyet egy nappal a válogatott mérkőzés előtt rendeztek. Végül 2011. március 24-én, Belgium ellen lépett pályára először az U21-es csapatban. Október 6-án, Luxemburg ellen mesterhármast szerzett, melyek egyben első góljai is voltak válogatott szinten. Négy nappal később, Ausztria ellen kétszer volt eredményes.
A felnőtt válogatott keretébe 2011. november 11-én, Ciprus ellen került be először. A 87. percben  állt be csereként és kis híján gólt szerzett. 2012. augusztus 15-én, Ausztrália ellen kapott először lehetőséget kezdőként és gólt is szerzett. November 14-én, Luxemburg ellen kétszer volt eredményes.

## Külső hivatkozások
- Jordan Rhodes pályafutásának statisztikái a Soccerbase oldalon (angolul)